# Derick Hougaard
Derick Jacobus Hougaard (Citrusdal, 4 gennaio 1983) è un ex rugbista a 15 e commentatore televisivo sudafricano, mediano d'apertura ritiratosi formalmente nel 2015 dall'attività benché di fatto inattivo dal 2012; la più recente formazione ad averlo ingaggiato è l'inglese Saracens fino al 2013.

## Biografia
Nato in una cittadina rurale della provincia del Capo, Hougaar esordì in Currie Cup nelle file dei Blue Bulls, compagine provinciale afferente alla franchise professionistica dei Bulls, in cui esordì nel 2003.
Da esordiente assoluto negli Springbok Hougaard disputò il suo primo incontro di Coppa del mondo, nell'edizione del 2003 contro l'Uruguay, in cui disputò tutti i cinque incontri in cui il Sudafrica fu impegnato; per altri 4 anni non disputò più alcun incontro internazionale, per poi essere richiamato da Jake White nel corso del Tri Nations 2007, poche settimane dopo avere vinto il suo primo titolo nel Super Rugby con i Bulls; non fu tuttavia incluso nella rosa alla successiva Coppa in Francia, e un anno più tardi, dopo un'ennesima stagione nei Bulls, decise di seguire in Inghilterra il tecnico del titolo in Super Rugby, Heyneke Meyers, e accettare l'ingaggio del Leicester, in cerca di un rimpiazzo dopo il trasferimento di Andy Goode al Brive.
La stagione al Leicester si concluse con la vittoria in Premiership, anche se già a marzo 2009 Hougaard aveva firmato un ingaggio per i Saracens a partire dalla stagione successiva; nel 2011 Hougaard vinse con i Saracens il suo secondo campionato in tre stagioni in Inghilterra.
Nel 2012 una lesione al tendine di Achille mise Hougaard in condizioni di non giocare per lungo tempo; terminato il contratto nel 2013 rimase inattivo e intraprese la carriera di commentatore televisivo pur senza mai avere formalmente annunciato la fine della sua attività agonistica, cosa che fece a giugno 2015 dopo avere appreso i risultati clinici di una risonanza magnetica al capo dopo un trauma cranico causatogli da un sinistro automobilistico.

## Palmarès
- Super Rugby: 1
Bulls: 2007
- Premiership: 2
Leicester: 2008-09
Saracens: 2010-11